# Esposizione internazionale surrealista
L'Esposizione internazionale surrealista, in francese Exposition Internationale du Surréalisme, è una mostra collettiva di artisti surrealisti organizzata in diverse città ed in periodi differenti a partire dalla prima, tenutasi a Parigi nel 1925.
André Breton, ideatore della manifestazione, rappresenta il punto di riferimento costante, come organizzatore o come ispiratore, nel susseguirsi delle edizioni storiche fino al 1967, alle quali hanno partecipato generazioni di artisti e di artiste.
Le centinaia di opere esposte di volta in volta - dipinti, oggetti, sculture, collage, fotografie ed installazioni - sono prodotti di un movimento artistico che «ha voluto proporsi come un nuovo modo di pensare, di vivere»: «il surrealismo non si definisce dai mezzi usati, ma da una concezione rivoluzionaria dell'esistenza estesa al comportamento morale e al comportamento creativo». Tale concetto è riassunto nell'affermazione di Joyce Mansour, in base alla quale «non è la tecnica pittorica ad essere surrealista, bensì il pittore e la sua visione della vita».
Se Breton è il teorico indiscusso del surrealismo, il movimento stesso e la propria evoluzione nel tempo travalicano i limiti poetici e cronologici a lui legati e trovano rinnovamento e nuova vitalità nelle correnti artistiche degli anni successivi, nelle quali è spesso manifesta l'eredità surrealista.

## Storia
Nel 1925 Breton assunse la direzione della rivista La révolution surréaliste, nel cui quarto numero pubblicò l'inizio di «Il surrealismo e la pittura», dove rivalutava l'opera pittorica che inizialmente aveva subordinato a quella letteraria.
 La stessa intenzione compensatrice gli fece organizzare la prima in ordine di tempo delle esposizioni surrealiste collettive, inaugurata il 13 novembre 1925 presso la galleria Pierre di Pierre Loeb a Parigi.
Negli anni precedenti gli artisti surrealisti avevano esposto le proprie opere soltanto in mostre personali.
Alla manifestazione del 1925 parteciparono Hans Arp, Max Ernst, Man Ray, André Masson, Joan Miró, Pierre Roy, ed anche Pablo Picasso, Paul Klee e Giorgio de Chirico. La mostra fu avallata da una delle pagine magistrali di Breton, unita ad un testo di Desnos.
Allo scopo di assicurare la libertà di espressione ai pittori che erano privi dei mezzi di sostentamento, Breton fondò in seguito una galleria surrealista (Galerie Surréaliste) in rue Jacques Callot a Parigi, che venne inaugurata il 26 marzo 1926 con una mostra di Man Ray. Insieme alle opere di Man Ray vennero esposti anche oggetti d'arte primitiva provenienti dall'Oceania, che si sostituivano in modo significativo alle preferenze della generazione precedente.
Una seconda mostra collettiva si tenne nel 1928 presso la galleria d'arte parigina "Au sacre du Printemps" con il titolo Le Surréalisme, existe-t-il? (Esiste davvero il surrealismo?). Fra gli espositori vi furono Max Ernst, André Masson, Joan Miró, Yves Tanguy e Francis Picabia.
Il gruppo surrealista espose ancora nel 1931, quando si tenne la prima mostra surrealista negli Stati Uniti, a Hartford presso il Wadsworth Atheneum, e nel 1933 con il Salon des Surindépendants.
A Tenerife nel maggio 1935 André Breton e Benjamin Péret, invitati dalla Gaceta de Arte, inaugurarono una mostra di opere di Arp, Bellmer, Brauner, De Chirico, Dalí, Duchamp, Max Ernst, Giacometti, Maurice Henry, Valentine Hugo, Marcel Jean, Dora Maar, Magritte, Miró, Meret Oppenheim, Picasso, Man Ray, Jindřich Štyrský e Óscar Domínguez. In quell'occasione fu proiettato il film L'età dell'oro di Dalí e Luis Buñuel.

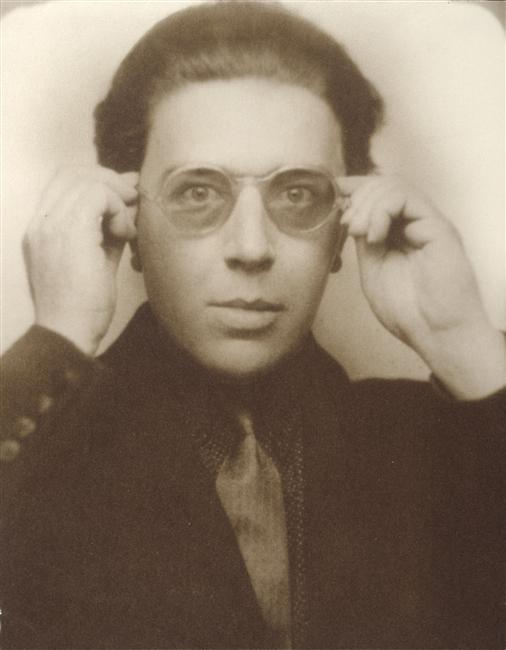
André Breton

La frattura provocata dal Secondo Manifesto aumentò il numero degli artisti surrealisti e produsse alcune importanti manifestazioni: l'Esposizione surrealista d'oggetti (maggio 1936), la mostra di Londra (giugno-luglio 1936), Fantastic Art, Dada and Surrealism a New York (dicembre 1936) e, in particolare, l'esposizione di Parigi (gennaio-febbraio 1938). Anche le tecniche subirono un'evoluzione attraverso l'utilizzo del collage, del rilievo, dell'oggetto.
Rispetto alle precedenti, la manifestazione di Parigi del 1938 fu la prima esposizione internazionale in cui gli stessi spazi espositivi vennero ricreati dagli artisti ed entrarono in tal modo a far parte della produzione surrealista.
Dopo la mostra di Parigi del 1938 le circostanze oggettive, le differenti convinzioni politiche e le vicende personali frammentarono il gruppo surrealista; molti artisti furono costretti all'esilio dalla Seconda guerra mondiale e le esposizioni trovarono sedi lontane dall'Europa. Nel 1940 Wolfgang Paalen e César Moro organizzarono l'esposizione internazionale surrealista di Città del Messico; nel 1942 Breton e Duchamp organizzarono invece First Papers of Surrealism, l'esposizione internazionale surrealista di New York.
Queste mostre, in particolare, insieme a quella organizzata da Alfred Barr a New York nel 1936, contribuirono alla «importante fioritura di ricerche surrealiste» in America. Tale fioritura fu favorita ed avallata da Breton stesso, rifugiatosi negli Stati Uniti durante la guerra, e dalla presenza di «protagonisti essenziali della pittura surrealista (da Ernst a Tanguy, da Duchamp a Masson) negli anni del conflitto mondiale».
Dopo la guerra le manifestazioni poterono essere nuovamente ospitate nelle città europee, ed in particolare a Parigi, come quella del 1947 presso la galleria Maeght, cui partecipò anche Victor Brauner. Organizzando la mostra del 1947 insieme a Duchamp, Breton prese come riferimento l'esposizione di Parigi del 1938, che considerava rappresentare lo spirito surrealista, posto fra poesia e realtà, se pure influenzato dall'epoca prebellica. Secondo Volker Zotz, il biografo di Breton, la manifestazione del 1947 non ottenne il medesimo successo di quella del 1938, e venne considerata troppo esclusiva. Zotz descrisse il gruppo surrealista del periodo post bellico come una sorta di "circolo esoterico", mentre molti membri che avevano avuto origine nelle sue radici ottennero riconoscimento a livello mondiale.
A Parigi ebbe luogo anche la Exposition internationale du surréalisme presso la galleria Daniel Cordier da dicembre 1959 a gennaio 1960. In Italia venne organizzata la Mostra internazionale del surrealismo nel 1961, a Milano, presso la galleria Schwarz. Tra gli artisti partecipanti alla manifestazione milanese vi furono Bodson, Dax, Laloy, Le Maréchal, Meret Oppenheim, Mimi Parent.

### Alcune edizioni storiche
- 1925, Parigi
- 1928, Parigi
- 1931, Hartford
- 1934, Bruxelles
- 1935, Tenerife
- 1935, Copenaghen
- 1936, Parigi
- 1936, Londra
- 1936, New York
- 1937, Tokyo

- 1938, Parigi
- 1938, Amsterdam
- 1940, Città del Messico
- 1942, New York
- 1947, Parigi
- 1959-60, Parigi
- 1960, New York
- 1961, Milano
- 1965, Parigi
- 1967, San Paolo del Brasile

## Exposition surréaliste d'objets, Parigi 1936
La manifestazione si tenne a Parigi dal 27 al 29 maggio 1936, e fu organizzata da Charles Ratton, esperto in "arti selvagge", interessato al primitivismo, ai feticci, ai modelli matematici ed affascinato dagli "oggetti".
Il titolo Esposizione Surrealista d'Oggetti aveva le seguenti specificazioni: matematici - naturali - trovati e interpretati - mobili - irrazionali - oggetti d'America e d'Oceania. André Breton presentò il catalogo e contemporaneamente pubblicò Crise de l'Objet in un numero speciale di Cahiers d'Art. La mostra non attirò molti visitatori e non registrò vendite di oggetti, tuttavia segnò una tappa importante nella storia del surrealismo ed ispirò generazioni successive di artisti.
L'allestimento era al pianterreno, e prevedeva la successione degli oggetti in base al sottotitolo della mostra. I primi erano gli "oggetti matematici" scoperti da Max Ernst e riprodotti su Cahiers d'Art attraverso le fotografie di Man Ray. Le forme assunte dalla prospettiva di una figura geometrica «rivelavano corrispondenze insospettate tra l'oggetto surrealista d'origine onirica e i calcoli più precisi della geometria nello spazio».
Una parte considerevole dell'esposizione era costituita dagli "oggetti naturali" (cristalli, agate, piante carnivore, un formichiere impagliato) e dagli "oggetti trovati", interpretati o no (un vetro contorto trovato a Saint-Pierre dopo l'eruzione del Monte Pelée, ciottoli e conchiglie, una pipa scolpita).
Fra gli oggetti erano esposte le Poesie-oggetti di Breton e la Colazione in pelliccia di Meret Oppenheim, oltre ad opere di Duchamp, Dalí, Giacometti, Bellmer, Marcel Jean, Maurice Henry, Man Ray, Magritte, E. L. T. Mesens, Domínguez, Roland Penrose, Tanguy, Max Ernst, Calder  e Jacqueline Lamba.

## International Surrealist Exhibition, Londra 1936
L'Esposizione internazionale surrealista di Londra ebbe luogo dall'11 giugno al 4 luglio 1936 presso le New Burlington Galleries, nei Burlington Gardens londinesi. Si trattò della prima esposizione dei surrealisti in Gran Bretagna ed ottenne vasto successo sia di pubblico, nonostante lo scetticismo britannico, sia della critica d'arte.

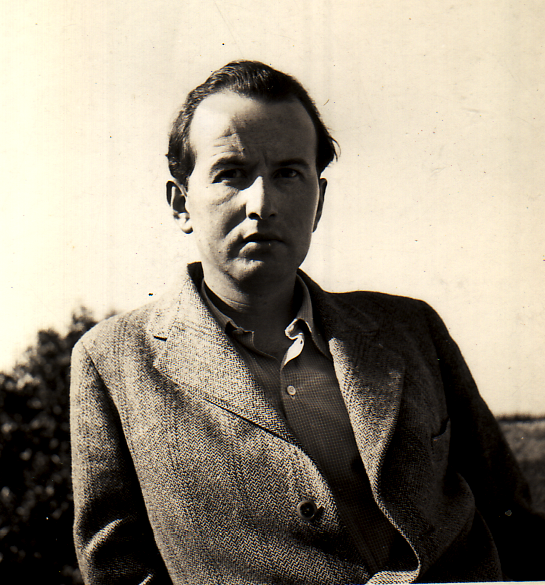
Wolfgang Paalen

La mostra, finanziata in vari modi anche dagli artisti stessi, venne organizzata da Hugh Sykes Davies, David Gascoyne, Humphrey Jennings, Rupert Lee, Diana Brinton Lee, Henry Moore, Paul Nash, Roland Penrose, Herbert Read, E. L. T. Mesens, insieme al comitato organizzatore francese, composto da André Breton, Paul Éluard, Georges Hugnet e Man Ray.
Il catalogo conteneva contributi di André Breton, tradotti da David Gascoyne, e di Herbert Read, che all'epoca era lo storico dell'arte britannico di maggior fama.
All'inaugurazione, presenziata da Breton, parteciparono circa duecento persone. La media di visitatori giornalieri si aggirò sulle mille persone per l'intera durata della mostra, totalizzando oltre trentamila visitatori in tre settimane.
Vennero esposte 392 opere di 58 artisti provenienti da 14 Paesi. Fra questi Constantin Brâncuși, Salvador Dalí, Marcel Duchamp, Alberto Giacometti, Paul Klee, René Magritte, Joan Miró, Wolfgang Paalen, Francis Picabia, Pablo Picasso, Man Ray, Max Ernst, Eileen Agar, Emmy Bridgwater, Jacqueline Lamba. Fra gli oggetti surrealisti erano in mostra la Colazione in pelliccia di Meret Oppenheim ed il primo fumage di Wolfgang Paalen Dictated by a Candle.
Gli organizzatori presentarono anche le teorie e le intenzioni surrealiste attraverso conferenze tenutesi nel corso della manifestazione:
- 16 giugno, André Breton: Limites non frontières du Surréalisme (Limiti, non frontiere del surrealismo);
- 19 giugno, Herbert Read: Art and the Unconscious (L'arte e l'inconscio);
- 24 giugno, Paul Éluard: La Poésie surréaliste (La poesia surrealista);
- 26 giugno, Hugh Sykes Davies: Biology and Surrealism (Biologia e surrealismo);
- 1º luglio, Salvador Dalí: Fantômes paranoïaques authentiques (Fantasmi paranoici autentici).[20]

In particolare, Dalí tenne la propria conferenza con una stecca da biliardo in mano, e due levrieri al guinzaglio. Inoltre indossava uno scafandro da palombaro e rischiò di soffocare a causa del casco, che gli venne tolto dal giovane poeta David Gascoyne, precipitatosi in suo soccorso.
Nel settembre 1936 venne pubblicato il quarto numero dell'International Surrealist Bulletin, curato dal gruppo surrealista britannico, con foto e presentazione degli artisti e degli organizzatori della mostra.

## Exposition Internationale du Surréalisme, Parigi 1938
L'Esposizione internazionale surrealista di Parigi ebbe luogo dal 17 gennaio al 24 febbraio 1938 presso la Galerie des Beaux-Arts, situata al n. 140 di Rue du Faubourg Saint-Honoré a Parigi, di proprietà di Georges Wildenstein.
La mostra fu un evento culturale di grande rilievo: attrasse un vasto pubblico e l'attenzione della stampa. La sera dell'inaugurazione vi furono oltre tremila visitatori, e fu perfino necessario l'intervento delle forze dell'ordine a causa di qualche rissa. La media giornaliera nei giorni successivi superò i cinquecento visitatori.

### L'organizzazione
Venne organizzata da André Breton e Paul Éluard e curata da Marcel Duchamp. Salvador Dalí e Max Ernst furono i consulenti tecnici, Man Ray responsabile dell'illuminazione e Wolfgang Paalen "esperto di acqua e fogliame". Tali informazioni vennero indicate sul catalogo della mostra, insieme all'elenco degli artisti. Il Dictionnaire abrégé du surréalisme (Dizionario abbreviato del surrealismo) servì da supplemento al catalogo, e costituì una sorta di enciclopedia concentrata, in cui erano comprese quasi tutte le attività del gruppo. Il Dictionnaire, pubblicato dalla Galerie des Beaux-Arts e diretto da Breton e da Éluard, conteneva un'introduzione del direttore della galleria, il critico d'arte Raymond Congniat, ed aveva la copertina illustrata da Yves Tanguy. Le definizioni dei termini ricorrenti nel surrealismo erano citazioni tratte dalle pubblicazioni degli esponenti del movimento surrealista, e tutte le parole chiave, i concetti ed i motivi comuni al gruppo vi trovavano una propria collocazione.
L'inaugurazione della mostra si tenne nella tarda serata, alle 22, e prevedeva l'abito da sera. Erano assenti alcuni tra gli organizzatori e gli artisti: né Magritte, né Miró, né Tanguy e nemmeno Duchamp avevano potuto essere presenti. Per l'occasione vennero predisposti vari effetti speciali: da un cielo costellato di cani volanti alla presenza di un androide, discendente di Frankenstein. Su suggerimento di Dalí venne anche inscenato uno spettacolo, durante il quale l'attrice francese Hélène Vanel emerse incatenata e nuda da cuscini adagiati al pavimento; dopo essersi immersa in una pozzanghera, l'attrice riapparve vestita con un abito da sera lacero e diede prova di un attacco isterico molto realistico.

### L'allestimento

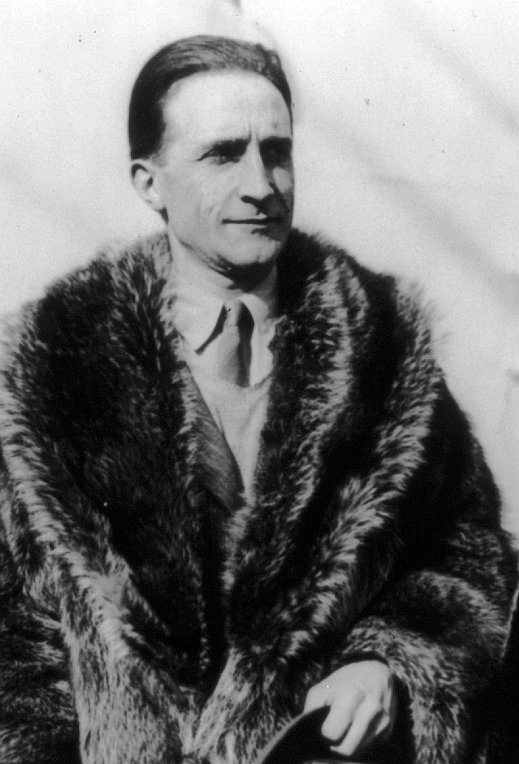
Marcel Duchamp

Per l'esposizione di Parigi del 1938 Breton volle modificare l'allestimento classico, e la mostra stessa divenne a propria volta una creazione artistica, in cui dipinti ed oggetti costituivano elementi in un'ambientazione completamente surrealista. La disposizione e l'allestimento della sala erano opera di Marcel Duchamp. All'esposizione avevano contribuito tutte le tecniche del surrealismo, tanto da creare un'opera collettiva che rappresentava il punto culminante di un'epoca. Il contributo di Duchamp fu mirato a tale scopo, e la sua collaborazione con Breton continuò per esposizioni successive, come quella di New York del 1942 (The First Papers of Surrealism).
L'allestimento fu articolato in tre sezioni, con dipinti, oggetti, stanze dalle decorazioni insolite e manichini disposti in varie maniere. Con tale olistica presentazione delle opere d'arte il movimento surrealista scrisse la storia dell'esposizione. All'entrata Dalí aveva sistemato il suo Taxi piovoso, nel cui interno due manichini sopportavano stoicamente un acquazzone. Seguiva un corridoio chiamato Via surrealista, ai cui lati erano disposti manichini, talvolta mascherati, come quello di Masson, e rivestiti di accessori sconcertanti, opera di vari artisti.
E se il manichino fu protagonista indiscusso della mostra, utilizzato in maniera diversa da Dalí, Masson, Max Ernst, Duchamp, Man Ray, Miró, Arp, Paalen, Marcel Jean, Domínguez, Tanguy, Seligmann, Matta, Maurice Henry e Léo Malet, altri oggetti avevano lo scopo di stupire, come L'ultramobile di Kurt Seligmann: un sedile sostenuto da tre gambe femminili.
La terza sezione era costituita da una stanza centrale allestita da Marcel Duchamp con l'illuminazione ideata da Man Ray: dipinti, collage, fotografie ed opere di grafica erano appesi alle pareti ed alle due porte girevoli ideate da Duchamp. Qui gli oggetti erano sistemati su vari tipi di piedistalli. L'utilizzo di elementi della natura e della civiltà rendeva la stanza simile ad una caverna, ad un grembo materno. Il pavimento melmoso e lo stagno artificiale elaborati da Paalen erano sovrastati dai sacchi di carbone vuoti con cui Duchamp aveva ricoperto il soffitto.
Breton stesso descrisse la mostra alcuni anni più tardi: «Per un lungo corridoio, dove l'accoglievano dei manichini preparati dai pittori surrealisti, il visitatore accedeva a una vasta sala il cui soffitto era ingombro di milleduecento sacchi di carbone ancora tutti coperti della loro polvere. Al centro della sala ardeva un braciere. Uno degli angoli della stanza era occupato da uno stagno (dico proprio uno stagno, non il suo simulacro) contornato da piante naturali, in cui si rifletteva un letto sfatto...».

### Gli artisti e le opere
Alla mostra vennero esposte 229 opere, fra dipinti, oggetti, sculture, collage, fotografie ed installazioni, di 60 artisti provenienti da 14 Paesi diversi.

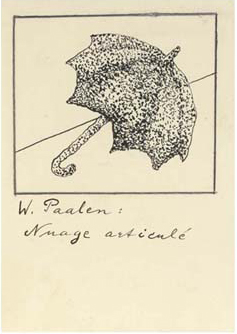
Wolfgang Paalen, disegno dell'oggetto Nuage articulé, progettato nel 1937 per la mostra di Parigi del 1938

Fra gli artisti partecipanti vi furono Hans Bellmer, Leonora Carrington, Joseph Cornell, Óscar Domínguez, Alberto Giacometti, Stanley William Hayter, Georges Hugnet, Humphrey Jennings, Jacqueline Lamba, Léo Malet, André Masson, Roberto Matta, Richard Oelze, Man Ray, Wolfgang Paalen, Roland Penrose, Kurt Seligmann, Jindřich Štyrský, Toyen, Raoul Ubac, Remedios Varo e la pittrice danese Rita Kernn-Larsen con il proprio autoritratto. Paalen progettò per la mostra il suo Nuage articulé.
Salvador Dalí espose sei dipinti, fra i quali Il grande masturbatore del 1929; Meret Oppenheim presentò vari oggetti, fra cui Colazione in pelliccia del 1936. Marcel Duchamp partecipò con cinque opere, fra cui un Ready-made; di Max Ernst vennero esposte 14 opere, soltanto due invece, ma di matrice surrealista, di Pablo Picasso. René Magritte propose nove dipinti, fra cui La chiave dei campi del 1936, e Giorgio de Chirico otto opere giovanili; Joan Miró presentò varie opere, fra cui il primo degli Interni olandesi del 1928, e di Yves Tanguy vennero esposti nove dipinti.
Il Taxi piovoso di Dalí era costituito da una vecchia automobile ricoperta d'edera in cui un ingegnoso sistema di tubi riversava acqua su due manichini: un autista con occhiali scuri e dalla testa di squalo e, sul sedile posteriore, una donna in abito da sera con i capelli spettinati, sdraiata fra lattuga e cicoria ed attraversata da grosse lumache vive che lasciavano la propria scia vischiosa sul suo collo. Al suo fianco era posta una macchina per cucire. Gli abiti erano inzuppati d'acqua e la parrucca bionda si disperdeva in fili infeltriti.
Alcuni oggetti, come L'ultramobile di Seligmann, la Forca-parafulmine di Paalen, Mai di Domínguez, costituito da una mano sopra un disco, erano fatti per stupire, e s'accostavano ad oggetti ormai classici come la Semisfera rotante di Duchamp e la Colazione in pelliccia di Oppenheim.
La galleria intera era stata trasformata in un'opera d'arte: il corridoio delle Plus belles rues de Paris, con i suoi sedici manichini, offriva una segnaletica con nomi di strade parigine esistenti oppure inventate, corredate da cartelli decorati con applicazioni di giornali e cartoline che suggerivano le attività surrealiste.

### La reazione dei contemporanei
La mostra attrasse principalmente pubblico di estrazione borghese, parigino ma anche proveniente dall'estero.
La reazione dei visitatori, ormai in clima prebellico, non fu positiva: l'opinione pubblica, minata dalla propaganda, fu sensibile soprattutto allo sperpero, alla provocazione ed alla dissipazione. Eppure l'esposizione ebbe il merito di portare alla ribalta gli oggetti, che dominavano «ogni altra realizzazione plastica».
Prima dell'inaugurazione, il critico d'arte Raymond Cogniat aveva preannunciato alla stampa l'atmosfera di trepidante attesa che precedeva la mostra, in quanto il surrealismo era «un'ossessione». Marie-Louise Fermet, su La Lumière, definì tale attesa una sorta di «inquietudine, di claustrofobia e di premonizione di una terribile calamità». Jean Fraysee, su Le Figaro littéraire, registrò un'atmosfera pregna di malinconia e di umorismo nero, confermando in tal modo che gli artisti partecipanti avevano raggiunto il proprio scopo.
Nonostante ciò, la stampa dimostrò di disapprovare la «follia forzata» dei surrealisti, in una mostra che avrebbe offerto soltanto una «collezione di scherzi macabri». Molti giornalisti ammettevano di avere riso non per mascherare le proprie paure, bensì per l'impressione di trovarsi nel bel mezzo di un «carnevale». Diversi articoli denunciavano il surrealismo quale «arte innocua», che sulla rivista Paris Midi venne definita prodotto di un «gruppo di ragazzetti nostalgici ed immaturi». Di fatto, tuttavia, tali critiche non fecero che sancire il successo degli artisti, che intendevano proprio suscitare simili reazioni indignate, e dimostrarono l'incomprensione dei contemporanei nei confronti del surrealismo.

### La reazione delle generazioni successive
Testimonianze della mostra vennero fornite principalmente da fotografi, come Josef Breitenbach, Robert Valencay, Man Ray, Denise Bellon e Thérèse Le Prat, che riproposero i manichini alla maniera dei surrealisti in intere sequenze. Man Ray, in particolare, documentò l'esposizione in un volume pubblicato in edizione limitata nel 1966.

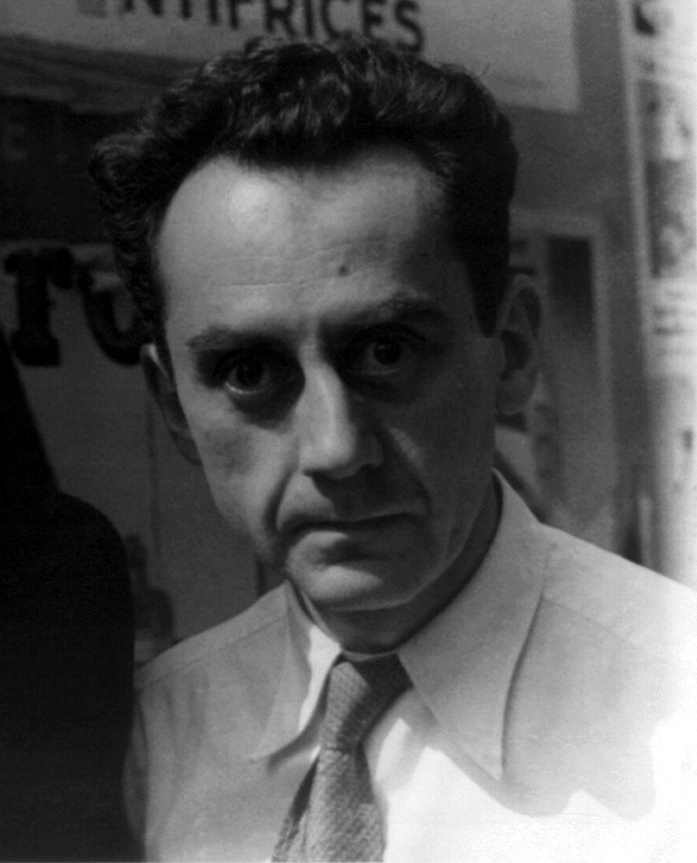
Man Ray

L'utilizzo dei manichini, già sperimentato dai dadaisti ed in particolare da Raoul Hausmann, e ripreso fin dal 1930 dallo scultore e fotografo Hans Bellmer, che pure partecipò all'esposizione del 1938, aveva un fascino particolare per i surrealisti. Attraverso i manichini si manteneva in vita il mito del Pigmalione di Ovidio, lo scultore che si innamorò della statua che aveva scolpito, e gli oggetti appartenenti alla quotidianità si trasformavano in concetti d'arte.
Il rifiuto delle gallerie moderniste dalle pareti bianche e la scelta della scenografia, oltre all'enfasi posta sulle opere e sugli oggetti, rese l'evento del 1938 un precursore delle esposizioni e delle installazioni degli anni sessanta: diverse furono le mostre che ripresero oltre vent'anni più tardi la pratica surrealista di rendere gli spazi espositivi parte dell'esposizione stessa. Fra queste, ad esempio, la mostra Dylaby nel 1962 presso lo Stedelijk Museum di Amsterdam, quella di Joseph Beuys nel 1967 a Mönchengladbach, quella di Walter De Maria nel 1968 a Monaco di Baviera, o ancora quella di Jannis Kounellis nel 1969 a Roma. Tali manifestazioni aprirono a propria volta la strada per le esposizioni degli anni ottanta.
Da marzo a maggio 1995 la galleria Ubu di New York rese omaggio all'esposizione di Parigi del 1938, con opere e fotografie della mostra originale. Un'altra retrospettiva, allestita come parziale riproduzione, ebbe luogo nel 2009-2010 presso il museo Wilhelm-Hack di Ludwigshafen am Rhein dal titolo Gegen jede Vernunft. Surrealismus Paris-Prag im Jahr 2009/10 ("Contro ogni ragione. Il surrealismo Parigi-Praga nel 2009-2010"). La Fondation Beyeler a Riehen organizzò la prima esposizione surrealista completa in Svizzera dal 2 ottobre 2011 al 29 gennaio 2012, dal titolo Dalí, Magritte, Miró - Surrealismus in Paris. I visitatori venivano guidati attraverso la mostra, come nel 1938, lungo strade parigine dai nomi reali oppure immaginari.
In particolare, nella mostra tenutasi dal 1º febbraio al 29 maggio 2011 presso la Schirn Kunsthalle di Francoforte, dove erano esposte circa 150 opere surrealiste prodotte tra il 1925 ed il 1945, venne sottolineata l'interazione fra gli opposti cui rimandavano il subconscio e la dimensione onirica attraverso gli oggetti e le sculture surrealiste, sempre attuali anche a distanza di decenni.

## First Papers of Surrealism, New York 1942

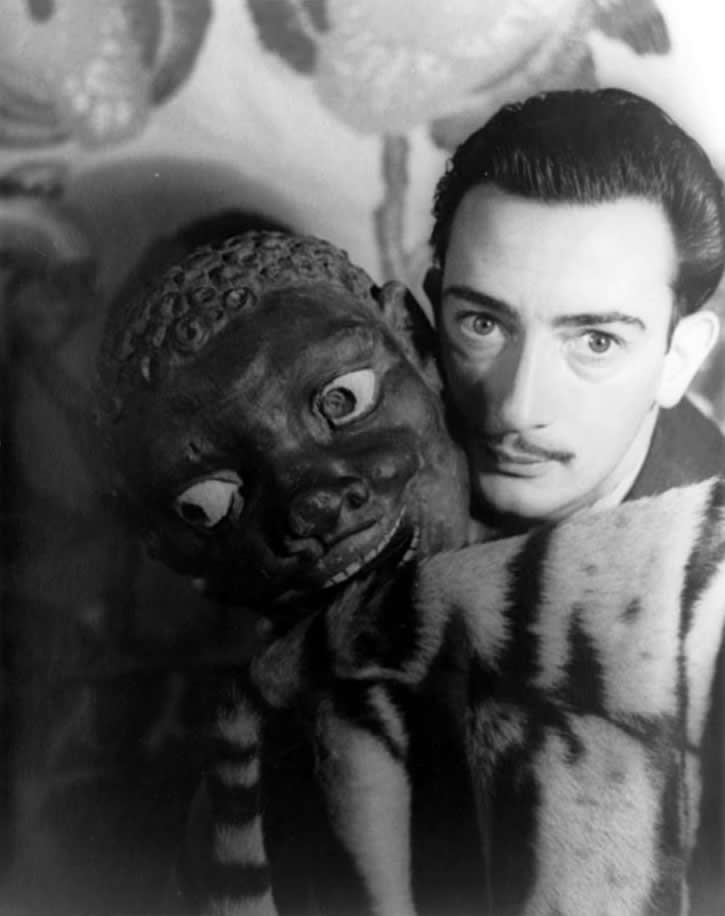
Salvador Dalí

La mostra si tenne dal 14 ottobre al 7 novembre 1942 presso la Whitelaw Reid mansion in Madison Avenue a New York e venne organizzata da André Breton a favore dei prigionieri di guerra francesi, con la collaborazione di Marcel Duchamp.
Duchamp curò l'allestimento ed il catalogo. Per la copertina del catalogo scelse la foto di un muro di pietra con cinque fori di proiettile, dopo avere sparato appositamente cinque proiettili contro la parete del fienile annesso alla casa di campagna di Seligmann. Il catalogo comprendeva una prefazione di Sidney Janis ed un saggio di Robert Allerton Parker.
L'allestimento era costituito da una rete di corde intrecciate lungo tutto lo spazio espositivo, attorno alle quali giocavano dei bambini, che facevano parte della scenografia.
Alla mostra parteciparono sia artisti europei, sia giovani americani già formatisi a Parigi, e vennero esposte 105 opere. Fra gli autori esponevano Masson, Delvaux, Chagall, Tanguy, Magritte, Hirshfield, Picasso, De Chirico, Max Ernst, Arp, Miró, Dalí, Kay Sage, Kurt Seligmann, Leonora Carrington, Esteban Frances, Matta, Lam, Joseph Cornell, David Hare, Robert Motherwell, Barbara Reis, Lawrence Vail, William Baziotes, Hedda Stern. Venne invitato a partecipare anche Jackson Pollock, il quale tuttavia declinò l'invito: secondo David Hare, Pollock considerava i surrealisti degli anti-americani.
La mostra comprendeva anche manichini, idoli e maschere cerimoniali degli indiani d'America. Uno dei dipinti di Max Ernst, intitolato Surrealism & Painting, era stato creato appositamente per l'esposizione.

## Mostra internazionale del surrealismo, Milano 1961
Tenutasi presso la Galleria Schwarz di Milano nel maggio del 1961, la mostra comprendeva le seguenti opere:
- Jean Benoît, Le triomphe de Juliette, 1953, disegno-collage
- Guy J. Bodson,Venue des profondeurs, 1961, olio su tela
- Adrien Dax, De l'arbre au tigre par l'éclair, 1961, olio su pannello di legno
- Adrien Dax, Les grandes eaux de la petite mort, 1961, olio su pannello di legno
- Yves Elléouët, Le cyclope, 1960, olio su tela
- Yves Elléouët, Entrée du Mastaba, 1960, olio su tela
- E.F. Granell, Elle se souvient de moi, 1959, olio su tela
- Robert Lagarde, Gouache, 1961, tempera su carta
- Yves Laloy, Composition, 1960, olio su tela
- Le Maréchal, L'arbre mécanique s'agite à la fin du spectacle dans un paysage foudroyé par le profit, 1956-1961, pittura all'uovo su tela
- Le Maréchal, Paysage bidon, 1960, pittura ad acqua su tela
- E.L.T. Mesens, Jumelles (de théâtre) étreignant des frères siamois, 1959, collage
- J.H. Moesman, Autoportrait, 1934, olio su tela
- J.H. Moesman, La procession, 1935, olio su tela
- Pierre Molinier, Les dames au pistolet, olio su tela
- Meret Oppenheim, L'écureuil, 1960, oggetto
- Wolfgang Paalen, Peinture, 1953, olio su tela
- Mimi Parent, Par 60 degrès de latitude, 1959, olio e collage su tela
- Mimi Parent, Frôleuse, 1961, olio su tela
- Endre Rozsda, Les fenêtres, olio su tela
- Friedrich Schroeder-Sonnenstern, Zauberfrosch, 1960, matite colorate su cartone
- Friedrich Schroeder-Sonnenstern, Eifersuchtstragoedie, 1960, matite colorate su cartone
- Max-Walter Svanberg, Femmes, 1957, tempera su carta
- Toyen, L'Eveilleuse de tendresse, 1957, olio su tela[67]

Le opere esposte erano contemporanee, in quanto la mostra non nasceva come retrospettiva, se pure alcuni fra gli autori, come Paalen e Toyen, erano già noti prima della guerra; la scelta degli organizzatori era mirata ad includere soltanto creazioni di artisti che avevano «fatto atto di adesione intellettuale e morale al surrealismo».
L'esposizione venne organizzata per contrastare le opinioni di chi intendeva relegare il surrealismo al passato e per diffondere la conoscenza del movimento in Italia, Paese in cui la disinformazione fino a quel periodo aveva notevolmente limitato il numero degli esponenti.
La mostra di Milano, come le precedenti esposizioni surrealiste, non mirava ad una «superficiale omogeneità formale»: dato l'accento posto dal surrealismo sull'importanza della percezione individuale, non assoggettata a canoni predefiniti, «ogni vero poeta surrealista è stato una voce nuova, ogni vero pittore surrealista è stato uno sguardo nuovo»."